# نهج دراسي
طريقة النهج الدراسي هي نهج تعليمي يعتمد على فلسفة ما بعد الحداثة وتقنية التحليل النفسي، والتي تم وصفها لأول مرة في ورقة بحثية عام 1975 بقلم وليام بينار.

## الطريقة
يشجع النهج المعلمين والمتعلمين على إجراء فحص ذاتي لأنفسهم.
يقترح بينار أن المصطلح، وهو صيغة المصدر من المناهج الدراسية، يشير إلى الإطار اللازم للتفكير الذاتي في التجارب التعليمية التي تشكل في نهاية المطاف فهم الفرد لذاته في مجتمعنا الديمقراطي. وفيما يتعلق بالمناهج الدراسية، يقول بينار: "إن هذا الأسلوب أعاد تصور المناهج الدراسية من أهداف الدورة إلى محادثة معقدة مع الذات (كمثقف "خاص")، وهو مشروع مستمر لفهم الذات حيث يصبح المرء مستعدًا للعمل التربوي المنخرط -كمثقف خاص وعام- مع الآخرين في إعادة البناء الاجتماعي للمجال العام".